# Angarotipula tokunagana
Angarotipula tokunagana är en tvåvingeart som först beskrevs av Alexander 1964.  Angarotipula tokunagana ingår i släktet Angarotipula och familjen storharkrankar. Inga underarter finns listade i Catalogue of Life.